# Raids
『Raids』（レド、「急襲」）は、フランスのhistoire et collectionsから出版されている月刊の軍事雑誌。
1986年7月に創刊し、記事内容は出版国であるフランス軍に対する取材によるものが主流で、特殊部隊の記事が多い。定期的に外国軍特殊部隊などの特集をすることもある。
フランス軍や治安機関に関する新装備や施設及び契約などの特集やその他新情報も掲載される。